# 加藤薫 (実業家)
加藤 薰（かとう かおる、1951年（昭和26年）5月20日 - ）は日本の実業家である。NTTドコモ代表取締役社長、電気通信事業者協会副会長、日本テレワーク協会会長などを歴任した。大阪府出身。

## 略歴
- 1975年3月 名古屋工業大学工学部電気電子工学科卒業[3]
- 1977年3月 名古屋工業大学大学院工学研究科電子工学専攻修了[4]
- 1977年4月 日本電信電話公社入社[4]
- 1985年12月 日本電信電話 移動体通信事業部 担当課長[4]
- 1988年2月 日本電信電話 神戸支社 副支社長[3]
- 1990年2月 日本電信電話 国際調達室 担当課長[3]
- 1991年4月 日本電信電話 国際調達室 担当部長[3]
- 1992年2月 日本電信電話 北陸支社 設備企画部長[3]
- 1994年8月 エヌ・ティ・ティ関西移動通信網 総務部 担当部長 兼 設備部 担当部長[4]
- 1996年12月 エヌ・ティ・ティ移動通信網 経営企画部 担当部長[4]
- 1997年1月 エヌ・ティ・ティ移動通信網 総務部 担当部長 兼 経営企画部担当部長[3]
- 1997年8月 エヌ・ティ・ティ移動通信網 人事育成部 担当部長 兼 経営企画部 担当部長[3]
- 1999年7月エヌ・ティ・ティ関西移動通信網 設備部長 兼 総務部担当部長[3]
- 2000年4月 エヌ・ティ・ティドコモ関西 設備部長 兼 総務部 担当部長[4]
- 2005年6月 エヌ・ティ・ティ・ドコモ 特別参与[3]
- 2005年7月 三井住友カード 代表取締役 兼 専務執行役員[4]
- 2007年6月 エヌ・ティ・ティ・ドコモ関西 常務取締役[3]
- 2007年7月 NTTドコモ関西 常務取締役 経営企画部長
- 2008年6月 NTTドコモ 取締役常務執行役員 経営企画部長
- 2009年4月 NTTドコモ 取締役常務執行役員 経営企画部長・モバイル社会研究所長兼務
- 2009年7月 NTTドコモ 取締役常務執行役員 経営企画部長
- 2012年6月 NTTドコモ 代表取締役社長、電気通信事業者協会 副会長[5]
- 2016年6月 NTTドコモ 取締役相談役
- 2017年12月 日本テレワーク協会 会長[6]
- 2018年6月 NTTドコモ 相談役[7]
- 2019年6月 三菱UFJフィナンシャル・グループ 取締役[8]
- 2021年3月 キリンホールディングス 取締役[9]

## 人物
無線技術者として電電公社・NTT時代に携帯電話（ショルダーホン）開発に携わる。1985年8月12日の日本航空123便墜落事故の際、翌9月サービス開始予定だったショルダーホン12台を自衛隊や警察に提供するため、NTTのチームを率いて事故現場に入った。